# Oeneis gaspeensis
Oeneis gaspeensis är en fjärilsart som beskrevs av Dos Passos 1949. Oeneis gaspeensis ingår i släktet Oeneis och familjen praktfjärilar. Inga underarter finns listade i Catalogue of Life.